# قوانین جامع حمایت از معلولان
قوانین جامع حمایت از افراد دارای معلولیت
ماده۱. دولت موظف است زمینه‌های لازم را برای تأمین حقوق معلولان، فراهم و حمایت‌های لازم را از آن‌ها به عمل آورد.
تبصره. معلول در این قانون به افرادی گفته می‌شود که به تشخیص کمیسیون پزشکی سازمان بهزیستی بر اثر ضایعه جسمی، ذهنی، روانی یا توأم، اختلال مستمر در سلامت و کارایی عمومی وی ایجاد گردد.
به‌طوری‌که موجب کاهش استقلال فرد در زمینه‌های اجتماعی و اقتصادی شود.
ماده ۲. کلیه وزارتخانه‌ها، سازمان‌ها و موسسات و شرکت‌های دولتی و نهادهای عمومی و انقلابی موظفند در طراحی، تولید و احداث ساختمان‌ها و اماکن عمومی و معابر و وسایل خدماتی به نحوی عمل نمایند که امکان دسترسی و بهره‌مندی از آن‌ها برای معلولان همچون افراد عادی فراهم گردد.
تبصره۱. وزارتخانه‌ها، سازمان‌ها و موسسات و شرکت‌های دولتی و نهادهای عمومی و انقلابی موظفند جهت دسترسی و بهره‌مندی معلولان، ساختمان‌ها و اماکن عمومی، ورزشی، تفریحی، معابر و وسایل خدماتی موجود را در چهارچوب بودجه‌های مصوب سالانه خود مناسب سازی نمایند.
تبصره ۲. شهرداری‌ها موظفند از صدور پروانه احداث و پایان کار برای آن تعداد از ساختمان‌ها و امکان عمومی و معابری که استانداردهای تخصصی مربوط به معلولان را رعایت نکرده باشند خودداری نمایند.
تبصره ۳. سازمان بهزیستی کشور مجاز است بر امر مناسب سازی ساختمان‌ها و اماکن دولتی و عمومی دستگاه‌های مذکور در ماده فوق نظارت و گزارش‌های اقدامات آن‌ها را درخواست نماید.
تبصره ۴. آیین‌نامه اجرایی ماده فوق ظرف سه ماه مشترکاً توسط وزارت مسکن و شهرسازی، سازمان بهزیستی کشور و سازمان مدیریت و برنامه‌ریزی کشور تهیه و به تصویب هیئت وزیران خواهد رسید.
ماده ۳. سازمان بهزیستی کشور موظف است در چارچوب اعتبارات مصوب در قوانین بودجه سالانه اقدامات ذیل را به عمل آورد:
الف. تأمین خدمات توانبخشی، حمایتی، آموزشی و حرفه آموزی موردنیاز معلولان با مشارکت خانواده‌های معلولان و همکاری بخش غیردولتی (خصوصی، تعاونی، خیریه) و پرداخت یارانه (کمک هزینه) به مراکز غیردولتی و خانواده‌ها.
ب. گسترش مراکز خاص نگهداری، آموزشی و توانبخشی معلولان واجد شرایط (معلولان نیازمند، معلولان بی سرپرست، معلولان مجهول الهویه، معلولان با ناهنجاری‌های رفتاری) با همکاری بخش غیردولتی و پرداخت تسهیلات اعتباری و یارانه (کمک هزینه) به آنها.
ج. تأمین و تحویل وسایل کمک توانبخشی موردنیاز افراد معلول.
د. گسترش کارگاه‌های آموزشی، حمایتی و تولیدی معلولان و ارائه خدمات توانبخشی حرفه‌ای به معلولان جهت توانمندسازی آنان.
تبصره. کارگاه‌های آموزشی، حمایتی و تولیدی معلولان موضوع ماده فوق از شمول قانون کار مصوب ۲۹/۸/۱۳۶۹مستثنی خواهد بود.
ماده ۴. معلولان می‌توانند در استفاده از امکانات ورزشی، تفریحی، فرهنگی و وسایل حمل و نقل دولتی (مترو، هواپیما، قطار) از تسهیلات نیمه بها بهره‌مند گردند.
تبصره. وزارت فرهنگ و ارشاد اسلامی، سازمان تربیت بدنی و شهرداری‌ها موظفند کتابخانه، اماکن ورزشی، پارک و امکان تفریحی خود را به نحوی احداث و تجهیز نمایند که امکان بهره‌مندی معلولان فراهم گردد.
ماده ۵. افراد تحت سرپرستی معلولان با معرفی سازمان بهزیستی کشور تحت پوشش بیمه خدمات درمانی و معلولان تحت پوشش بیمه خدمات درمانی و بیمه مکمل درمانی قرار می‌گیرند.
ماده ۶. یکی از فرزندان اولیایی که خود ناتوان و معلول بوده (هر دو یا یکی از آن‌ها معلول باشد) یا حداقل دو نفر از فرزندان آن‌ها ناتوان و معلول باشد از انجام خدمت وظیفه عمومی معاف می‌گردد.
تبصره. همسرانی که زن ناتوان و معلول خود را سرپرستی می‌نمایند مادامی که سرپرستی همسر ناتوان و معلول را بر عهده داشته باشند از انجام خدمت وظیفه عمومی معاف می‌گردند.
ماده ۷. دولت موظف است جهت ایجاد فرصت‌های شغلی برای افراد معلول تسهیلات ذیل را فراهم نماید:
الف. اختصاص حداقل سه درصد از مجوزهای استخدامی (رسمی، پیمانی، کارگری) دستگاه‌های دولتی و عمومی اعم از وزارتخانه‌ها، شرکت‌ها و موسسات، شرکتها، نهادهای عمومی و انقلابی و دیگر دستگاه‌هایی که از بودجه عمومی کشور استفاده می‌نمایند به افراد معلول واجد شرایط.
ب. تأمین حق بیمه سهم کارفرما توسط سازمان بهزیستی کشور و پرداخت آن به کارفرمایانی که افراد معلول را به کار می‌گیرند.
ج. پرداخت تسهیلات اعتباری به واحدهای تولیدی، خدماتی، عمرانی و صنفی و کارگاه‌های تولیدی حمایتی در مقابل اشتغال افراد معلول به میزانی که در قوانین بودجه سالانه مشخص می‌گردد.
د. پرداخت تسهیلات اعتباری خوداشتغالی (وجوه اداره شده) به افراد معلول به میزانی که در قوانین بودجه سالانه مشخص می‌گردد.
ه. پرداخت تسهیلات اعتباری (وجوه اداره شده) جهت احداث واحدهای تولیدی و خدماتی اشتغال‌زا به شرکت‌ها و موسساتی که بیش از شصت درصد سهام و سرمایه آن‌ها متعلق به افراد معلول است.
و. اختصاص حداقل شصت درصد از پست‌های سازمانی تلفنچی (اپراتور تلفن) دستگاه‌ها، شرکت‌های دولتی و نهادهای عمومی به افراد نابینا و کم بینا و معلولان جسمی، حرکتی.
ز. اختصاص حداقل شصت درصد از پست‌های سازمانی متصدی دفتری و ماشین‌نویسی دستگاه‌ها، شرکت‌ها و نهادهای عمومی به معلولین جسمی، حرکتی.
تبصره ۱. کلیه وزارتخانه‌ها، سازمانها، موسسات و شرکت‌های دولتی و نهادهای عمومی و انقلابی مجازند تا سقف مجوزهای استخدامی سالانه خود، افراد نابینا و ناشنوا و معلولین ضایعات نخاعی واجد شرایط را رأساً به صورت موردی و بدون برگزاری آزمون استخدامی به کار گیرند.
تبصره ۲. سازمان مدیریت و برنامه‌ریزی کشور موظف است سه درصد از مجوزهای استخدامی سالانه وزارتخانه‌ها، سازمانها، موسسات دولتی، شرکت‌ها و نهادهای عمومی و انقلابی را کسر و در اختیار سازمان بهزیستی کشور قرار دهد تا نسبت به برگزاری آزمون استخدامی اختصاصی برای معلولین واجد شرایط با همکاری سازمان مدیریت و برنامه‌ریزی کشور اقدام و معلولین واجد شرایط پذیرفته شده را حسب مورد به دستگاه مربوطه معرفی نماید.
تبصره ۳. سازمان بهزیستی کشور مجاز است در قالب اعتبارات مصوب خود، صندوق فرصت‌های شغلی معلولان و مددجویان بهزیستی را ایجاد و اساسنامه آن را به تصویب هیئت وزیران برساند.
تبصره ۴. سازمان آموزش فنی و حرفه‌ای کشور موظف است آموزش‌های لازم فنی و حرفه‌ای را متناسب با بازار کار برای معلولان به صورت رایگان و تلفیقی تأمین نماید.
ماده ۸. معلولان نیازمند واجد شرایط در سنین مختلف می‌توانند با معرفی سازمان بهزیستی کشور از آموزش رایگان در واحدهای آموزشی تابعه وزارتخانه‌های آموزش و پرورش، علوم، تحقیقات و فناوری، بهداشت، درمان و آموزش پزشکی و دیگر دستگاه‌های دولتی و نیز دانشگاه آزاد اسلامی، بهره‌مند گردند.
تبصره. آیین‌نامه اجرایی این ماده مشترکاً توسط سازمان بهزیستی کشور و وزارتخانه‌های مذکور و دانشگاه آزاد اسلامی ظرف مدت دو ماه پس از ابلاغ این قانون تهیه و به تصویب هیئت وزیران خواهد رسید.
ماده ۹. وزرات مسکن و شهرسازی، بانک مسکن و بنیاد مسکن انقلاب اسلامی موظفند حداقل ده درصد از واحدهای مسکونی احداثی استیجاری و ارزان قیمت خود را به معلولان نیازمند فاقد مسکن اختصاص داده و با معرفی سازمان بهزیستی کشور در اختیار آنان قرار دهند.
تبصره ۱. سیستم بانکی کشور مکلف است، تسهیلات اعتباری یارانه دار مورد نیاز احداث و خرید مسکن معلولان را تأمین کند و به معلولان یا تعاونی‌های آن‌ها یا موسسات خیریه‌ای که برای معلولان مسکن احداث می‌نمایند پرداخت کند.
تبصره ۲. سازمان ملی زمین و مسکن موظف است زمین مورد نیاز احداث واحدهای مسکونی افراد معلول فاقد مسکن را به نرخ کارشناسی تهیه و در اختیار افراد مذکور یا تعاونی‌ها و موسسات خیریه‌ای که برای آنان مسکن احداث می‌نمایند قرار دهد.
تبصره ۳. معلولان از پرداخت هزینه‌های صدور پروانه ساختمانی، آماده‌سازی زمین و عوارض نوسازی معاف می‌گردند.
تبصره ۴. سازمان بهزیستی کشور موظف است در قالب اعتبارات مصوب خود در قوانین بودجه سالانه و کمک‌های یارانه‌ای اشخاص حقیقی و حقوقی نسبت به احداث واحدهای مسکونی برای معلولان و مددجویان اقدام و مالکیت یا بهره‌برداری آن‌ها را مطابق آیین‌نامه‌ای که سازمان بهزیستی کشور با همکاری وزارت مسکن و شهرسازی و سازمان مدیریت و برنامه‌ریزی کشور تهیه و به تصویب هیئت وزیران می‌رسد به معلولان و مدد جویان واحد شرایط واگذار نماید.
ماده ۱۰. میزان کمک هزینه (یارانه) پرداختی سازمان بهزیستی کشور به مراکز غیردولتی (روزانه و شبانه‌روزی) بابت نگهداری، خدمات توانبخشی و آموزشی و حرفه آموزی معلولان همه ساله با در نظر گرفتن نرخ تمام شده خدمات و تورم سالانه مشترکاً توسط سازمان بهزیستی کشور و سازمان مدیریت و برنامه‌ریزی کشور وزارت بازرگانی تهیه و قبل از خرداد ماه هر سال به تصویب هیئت وزیران خواهد رسید.
ماده ۱۱. مرکز آمار ایران مکلف است در سرشماری‌های عمومی جمعیت کشور به نحوی برنامه‌ریزی نماید که جمعیت افراد معلول به تفکیک نوع معلولیت آن‌ها مشخص گردد.
ماده ۱۲. سازمان صدا و سیمای جمهوری اسلامی ایران موظف است حداقل دو ساعت از برنامه‌های خود را در هر هفته در زمان مناسب به برنامه‌های سازمان بهزیستی کشور و آشنایی مردم با توانمندی‌های معلولین اختصاص دهد.
ماده ۱۳. سازمان بهزیستی کشور موظف است با ایجاد سازوکار مناسب، نسبت به قیمومیت افراد معلول اقدام نماید، دادگاه‌ها موظفند در نصب یا عزل قیم افراد معلول صرفاً از طریق سازمان مذکور عمل و مبادرت به صدور حکم نمایند.
تبصره ۱. سازمان بهزیستی کشور موظف است جهت دفاع از حقوق افراد معلول، در محاکم قضایی وکیل تعیین نموده و به دادگاه مربوطه معرفی کند.
تبصره ۲. آیین‌نامه اجرایی این ماده ظرف مدت سه ماه مشترکاً توسط سازمان بهزیستی کشور و وزارت دادگستری تهیه و به تصویب هیئت وزیران خواهد رسید.
ماده ۱۴. مودیان مالیاتی می‌توانند از طریق سازمان بهزیستی کشور و با نظارت آن جهت احداث مراکز توابخشی، درمانی و حرفه آموزی و مسکن مورد نیاز افراد معلول اقدام نمایند. گواهی هزینه مودیان مالیاتی در موارد فوق که به تأیید سازمان بهزیستی کشور رسیده باشد به عنوان هزینه قابل قبول مالیات آنان تلقی می‌گردد.
تبصره. آیین‌نامه اجرایی این ماده مشترکاً توسط سازمان بهزیستی کشور و وزارت امور اقتصادی و دارایی ظرف مدت سه ماه پس از ابلاغ قانونی تهیه و به تصویب هیئت وزیران خواهد رسید.
ماده ۱۵. رؤسای سازمان‌های بهزیستی استان‌ها مجازند در جلسات شورای برنامه‌ریزی و توسعه استان و گروه‌های کاری آن به عنوان عضو شرکت نمایند.
تبصره. به منظور کمک به اشتغال معلولان و مددجویان رئیس سازمان بهزیستی کشور مجاز است در جلسات شورای عالی اشتغال شرکت نماید.
ماده ۱۶. اعتبار مورد نیاز اجرای این قانون از محل منابع زیر تأمین می‌گردد:
۱. محل اعتباراتی که دستگاه‌ها و نهادها حسب وظایف قانونی در قوانین بودجه سالانه منظور می‌نمایند.
۲. از محل اعتبارات هزینه‌ای و تملک سرمایه‌ای سازمان بهزیستی کشور که تاکنون از محل اعتبارات مذکور خدمات لازم را به معلولان ارائه می‌داده است.
۳. از محل وجوه واصله از اجرای طرح هدفمند کردن یارانه‌ها در کشور.
۴. از محل صرفه جویی در هزینه‌های دستگاه‌ها و شرکت‌های دولتی و نهادهای عمومی که میزان سالانه آن برای هر یک از دستگاه‌ها و شرکت‌ها و نهادها را هیئت وزیران مشخص می‌نماید.
تبصره ۱. آیین‌نامه اجرایی این ماده توسط سازمان بهزیستی کشور و سازمان مدیریت و برنامه‌ریزی کشور تهیه و به تصویب هیئت وزیران خواهد رسید.
تبصره ۲. آن تعداد یا بخشی از مواد این قانون که نیاز به اعتبار جدیدی داشته باشد مادامی که اعتبار لازم از محل منابع مذکور در این ماده تأمین نگردد، اجرا نخواهد شد

ماده ۳۳ قانون جامع حمایت از معلولان مصوب ۹۶_۹۷:
قانون جامع حمایت از معلولان مصوب ۸۳ از تاریخ لازم الاجرا شدن این قانون نسخ میگردد 
و طبق قوانین ابلاغیه سال ۹۷ کارگاه های توانبخشی آموزشی تولیدی و حمایتی مشمول قوانین اداره کار میباشند